# 대전동신과학고등학교
대전동신과학고등학교(大田東新科學高等學校)는 대한민국 대전광역시 동구 비룡동에 있는 공립 과학고등학교이다.
본관동 5층에 국제천문연맹 산하 소행성 센터(IAUMPC)로부터 소행성 관측지 인가를 획득하여 관측소 코드 'P68'을 부여받은 비룡천문대가 위치하고 있다. 

## 학교 연혁
- 1991년 9월 21일 : 동신고등학교 설립인가 (학년당 10학급, 전체 30학급)
- 1992년 3월 4일 : 제1회 입학식
- 2010년 6월 21일 : 과학중점학교 지정
- 2010년 9월 6일 : 자율형 공립고 지정
- 2012년 12월 26일 : 비룡학사(기숙사) 완공(240명 수용)
- 2013년 5월 13일 : 특수목적고(과학고) 전환 지정
- 2014년 3월 1일 : 특수목적고(과학고) 전환 및  '대전동신과학고등학교'  로 교명 변경
- 2023년 9월 1일 : 제19대 유상완 교장 취임
- 2024년 1월 12일 : 제30회 졸업식(졸업 67명, 수료 12명)
- 2024년 3월 4일 : 제33회 입학식(남 63명, 여 19명 계 82명)

## 설치 학과
- 과학과

## 참고 자료
- 대전동신과학고등학교 - 한국교육학술정보원 학교알리미